# Franz von Issendorff
August Quintus Werner Franz Arp von Issendorff (* 15. Februar 1851 in Verden; † 8. Oktober 1908 in Wiesbaden) war ein preußischer Generalmajor.

## Leben

### Herkunft
Franz war der Sohn des preußischen Amtsgerichtsrates in Harburg sowie Herrn auf Oberndorf und Schölisch August von Issendorff (1820–1891) und dessen Ehefrau Marie, geborene von Goeben (1825–1911).

### Militärkarriere
Nach dem Besuch der Vorschule in seiner Heimatstadt und des Gymnasiums in Stade war Issendorff Kadett in Hannover und später in Berlin. Am 7. April 1868 wurde er als charakterisierter Portepeefähnrich im 1. Hessischen Husaren-Regiment Nr. 13 der Preußischen Armee in Hofgeismar angestellt und avancierte bis Mitte Oktober 1869 zum Sekondeleutnant. Als Zugführer nahm er 1870/71 während des Krieges gegen Frankreich an den Schlachten bei Weißenburg, Wörth, Sedan, Orléans, Beaugency und Le Mans teil. Für die Gefangennahme einer französischen Kompanie war Issendorff am 24. Dezember 1870 mit dem Eisernen Kreuz II. Klasse ausgezeichnet worden.
Nach dem Krieg stieg er Mitte Februar 1877 zum Premierleutnant auf und wurde ab August 1877 für zwei Jahre als Inspektionsoffizier zur Kriegsschule in Erfurt kommandiert. Er stieg zum Rittmeister und Eskadronchef auf. Issendorff war in den kommenden Jahren mehrfach zur Begleitung seines Regimentschefs, des italienischen Königs Umberto I. abgestellt, der ihn für sein Wirken mit dem Komtur des Ordens der Krone von Italien auszeichnete. Nach seiner Beförderung zum Major rückte er Mitte Juli 1895 zum etatsmäßigen Stabsoffizier auf. Am 16. Februar 1899 wurde er als Kommandeur des Grenadier-Regiments zu Pferde „Freiherr von Derfflinger“ (Neumärkisches) Nr. 3 nach Bromberg versetzt. In dieser Stellung avancierte Issendorf bis Ende Januar 1902 zum Oberst und erhielt in Anerkennung seiner Leistungen in der Truppenführung durch seine Regimentschef, dem schwedischen Kronprinzen  Gustav, das Kommandeurkreuz II. Klasse des Schwertordens. Am 7. Januar 1904 beauftragte man Issendorff zunächst mit der Führung der 30. Kavallerie-Brigade in Saarburg und ernannte ihn am 24. April 1904 zum Kommandeur dieses Großverbandes.  In dieser Eigenschaft erhielt er anlässlich des Ordensfestes im Januar 1905 den Kronenorden II. Klasse und wurde am 10. April 1906 Generalmajor. Aus gesundheitlichen Gründen war Issendorff gezwungen seinen Abschied einzureichen. Er wurde daraufhin am 18. August 1906 unter Verleihung des Roten Adlerordens II. Klasse mit Eichenlaub mit der gesetzlichen Pension zur Disposition gestellt.
Nach seiner Verabschiedung verbrachte er längere Zeit zur Erholung in Italien. 1907 wurde bei ihm Darmkrebs diagnostiziert und nach einer schweren Operation verstarb er am 8. Oktober 1908 in Wiesbaden.

### Familie
Issendorff hatte sich am 26. November 1878 in Erfurt mit Helene von Schüßler (1858–1929) verheiratet. Sie war die Tochter des preußischen Generalmajors Otto von Schüßler und Schwester des späteren preußischen Generalleutnants Georg von Schüßler (1861–1927). Aus der Ehe gingen die Kinder Olga (* 1879), Walter (* 1887) und Ludovika (* 1894) hervor.